# Lydia Roberts
Pour les articles homonymes, voir Roberts.
Lydia Jane Roberts (1879-1965) est une nutritionniste pionnière dans la nutrition infantile, en particulier dans la création de normes nutritionnelles gouvernementales telles que les apports nutritionnels recommandés (AJR) de minéraux et de vitamines. Elle a étudié et enseigné à l'université de Chicago, où elle a obtenu son doctorat en économie domestique en 1928 et plus tard en devenant directrice du département en 1930.

## Biographie

### Jeunesse
Lydia Jane Roberts naît le 30 juin 1879 dans le township de Hope, comté de Barry, Michigan, de Warren et Mary (McKibbin) Roberts. Elle a trois frères et sœurs. Son père exerce le métier de menuisier. La famille déménage à Martin, Michigan peu de temps après la naissance de Lydia.

### Éducation
Roberts fréquente l'école primaire et secondaire à Martin, Michigan. Elle suit un cours d'un an à Mt. Pleasant Normal School en 1899, et reçoit ensuite un certificat de vie (Life Certificate) de Mt. Pleasant Normal School, qui lui permet d'enseigner dans n'importe quelle école primaire du Michigan. Pour ses études supérieures, elle entre à l'université de Chicago en 1915 où elle se spécialise en économie domestique sous la direction de la biochimiste Katharine Blunt.

### Carrière
Après avoir obtenu son diplôme en économie domestique en 1917, Roberts travaille comme professeur adjointe à l'Université de Chicago. À la fin de son doctorat, elle est promue professeure agrégée. Elle  est titularisée dans son poste et est nommée présidente du département d'économie domestique en 1930. Pendant son mandat de présidente, elle siège également dans le comité chargé de créer les apports quotidiens recommandés, l'apport quotidien suggéré en nutriments. Ayant atteint la limite d'âge pour la retraite obligatoire, elle quitte l'Université de Chicago en 1944 et assume le rôle de professeur et de président de l'Université de Porto Rico, poste qu'elle a occupé de 1946 à 1952 lorsqu'elle prend sa retraite. Par la suite, elle continue à être active dans des initiatives visant à améliorer la nutrition des familles de Porto Rico.

### Décès
Le 28 mai 1965, Roberts meurt à Río Piedras, Porto Rico, d'une rupture d'anévrisme abdominal. Elle est enterrée au cimetière East Martin à Martin, Michigan.

## Publications et travaux
Roberts est une chef de file dans le développement du premier ensemble d'ARJ, ou apports journaliers recommandés. Elle possède les connaissances et l'expertise nécessaires pour créer un ensemble scientifiquement solide d'ARJ. Son approche de leadership est décrite comme étant démocratique,. Roberts est membre du comité du Conseil national de recherches sur l'alimentation et la nutrition et siège à trois comités de la Conférence de la Maison Blanche sur la santé et la protection des enfants. Elle est membre du Conseil sur les aliments et la nutrition de l'Association médicale américaine. Tout au long de sa carrière, son travail principal a consisté à améliorer la nutrition des enfants et des familles dans le besoin.
Roberts a été reconnue pour son travail en nutrition. Elle reçoit le prix Borden de la Home Economics Association en 1938, le prix Marjorie Hulsizer Copher en 1952 de l'Académie de nutrition et de diététique et, en 1957, pour son travail avec les services de nutrition aux enfants, le Marshall Field Récompense. Roberts est l'auteur de nombreux livres sur la nutrition. Son livre le plus remarquable est Nutrition Work with Children, qui était sa thèse de doctorat avant de le publier en 1928 sous forme de manuel, axé sur les besoins nutritionnels des enfants. D'autres livres écrits par Roberts incluent Rhe Road to Good Nutrition (1942), Patterns of Living in Puerto Rican Families (1949), et The Dona Elena Project: Better Living Program in an Isolated Rural Community (1963).